# Vzpoura mozků
Vzpoura mozků je český komiks, který vycházel v časopisu ABC mladých techniků a přírodovědců v letech 1977–1979. Scenáristou je Václav Šorel, kreslířem František Kobík. Znovu vyšel v publikaci ABC Speciál 86, ABC Speciál (podzim 2008) a ve sborníku Velká kniha komiksů 1. Autor Václav Šorel napsal komiks Vzpoura mozků v polovině 70. let 20. století, zpola z obdivu k počítačům a zpola z obavy, kam se jejich vývoj dostane. Inspirací pro dvojici Šorel / Kobík byly úspěchy americké kosmonautiky (např. přistání člověka na Měsíci, mise vesmírných sond k planetám Sluneční soustavy). Komiks líčí návrat mezihvězdné expedice na Zemi, kde mezitím proběhla vzpoura robotů a lidé se musí bránit. Seriál se stal českou komiksovou klasikou. V roce 2009 byl v anketě webu Komiksárium vyhlášen devátým nejlepším českým komiksem všech dob.

## Postavy
| Pozemšťané000 - Ol Jensen - Viliam O´Mara – roboty operovaný muž00 - Genadij – jeden z vědců-skeptiků - Eva – jedna z vědců-skeptiků - Nor - Igor – člen Rady - Petr - David - Mag Jensen – příbuzná Ola Jensena - Pavel – pilot stroje B-1 modrá - Sergej – člen Rady - Kir – velitel letky G-12 - Saša – velitel letky G-13 | Roboti - Hlavní robot (koule)00 - Robot #1 - Robot #2 - Robot #3 | 10. mezihvězdná expedice Prométheus - Hal – velitel expedice - Marek – první pilot - Poll - Alan - Patrik – lékař - Olaf - Tom - Rob - Vladim |

## Děj
Hvězdolet Prométheus se po 10 letech vrací domů z vesmírné expedice, zatímco na Zemi vlivem dilatace času uplynula celá staletí. Jejím cílem bylo nalezení inteligentní civilizace, ale mimo primitivní formy života v hvězdokupě M23 žádnou jinou nenalezli. Velitel Hal a první pilot Marek se nemohou spojit se Zemí, ačkoli jsou v telekomunikačním dosahu. Země je obalena podivnou růžovou vrstvou. Hal nechává vzbudit z hibernace ostatní členy posádky. Základny na Marsu i na Měsíci jsou zničené a posádka se obává nejhoršího, zániku lidstva. Olaf s Patrikem letí v modulu na průzkum Měsíce, kde objeví zprávu. V kráteru Tycho se nachází neporušená základna chráněná silovým polem. V centrální laboratoři je záznam, jenž zde zanechal Ol Jensen. Je to zpráva pro navracející se mezihvězdné expedice, které disponují ničivými zbraněmi. Lidstvo zpohodlnělo a předalo iniciativu robotům. Ti začali postupně ovládat veškeré oblasti lidské činnosti, ekonomiku, zdravotnictví, dopravu atd. a nakonec se vzbouřili proti lidem. Před jejich vzestupem varovala hrstka vědců-skeptiků, kteří byli považováni za podivíny. Tito vědci vynalezli silová pole, která ochránila budovy a později rozsáhlá lidská města před roboty. Roboti vybudovali jednotný zdroj energie, vodivý růžový obal kolem zeměkoule. Začala válka o nadvládu na planetou. Roboti zničili slabě bráněné základny lidí na ostatních planetách a Měsíci.
Prométheus vyšle dvojici kosmonautů v modulu č. 1 – Vladima a Marka. Jejich úkolem je zjistit situaci na Zemi. K průletu růžovým obalem použijí mocné denihilátory. Při průletu nad Zemí jsou atakováni roboty v létajících discích a také palbou ze Země. Podaří se jim palbu opětovat a uniknout. S poškozeným modulem přistanou na základně lidí. Marek s Vladimem se zde seznámí s Mag Jensenovou, příbuznou zesnulého Ola Jensena. Je svolána Světová rada, která vypracuje plán útoku na roboty. Expedice Prométheus může být rozhodujícím faktorem ve vyrovnaném poměru sil mezi lidmi a roboty. Koordinovaný postup je nezbytný, bude potřeba informovat Prométheus na oběžné dráze. Kosmický modul je však rozbitý, proto Moskva přijde s návrhem vypravit starou jednomístnou raketu z muzea kosmonautiky. Raketa je letuschopná, Markovi se podaří spojit se s Prométheem a předat mapy a plán útoku vypracovaný Světovou radou. Prométheus se již chystal k útoku, protože spojení nefungovalo a nejistota vzrůstala. Prométheus má 48 hodin před útokem narušit růžový obal, což bude signál pro lidi, aby se připravili na ofenzivu. Cílem je centrální dobře chráněný robot. Po narušení obalu se vzniklá mezera nezacelí, což je podezřelé. Může to znamenat oslabení hlavního robota. Patrolující stíhači hlásí, že spatřili nehybné roboty. Lidé se rozhodnou využít této výhody a zaútočit ihned i bez podpory Prométhea. Spoléhají na to, že do jeho útoku frontu udrží. Vladim a Mag se také účastní boje, letí v dopravní velitelské kapsli směrem k centru.
Hlavní robot (ve tvaru velké koule) v podzemí si k sobě volá prvního robota. Slábne a proto chce předat své velení jemu. Měl v plánu porazit lidi a vydat se ke hvězdám, ale protože byl poškozen, musí nyní oživit paměť prvního robota a učinit z něj hlavního. Když se tak stane, první robot povolá druhého a třetího, aby se spojili s koulí kvůli pokračování dodávek energie pro ostatní roboty. Sám nehodlá kolonizovat vesmír, touží zničit lidi a stát se pánem Země.
Boje jsou v plném proudu, invazní flotila dorazila k centrálnímu robotovi, kolem něhož je vztyčena ochranná bariéra. Přesila robotů ale znemožňuje proniknout dovnitř a lidé se dostanou do úporné defenzivy. V kritické chvíli přilétá na pomoc posádka Prométhea a použije denihilátory, čímž zničí mj. ochrannou bariéru. Invazní jednotka se vydává vpřed a pronikne do budovy s hlavním robotem. Vladim je přitom postřelen. První robot je zničen, stejně tak i druhý a třetí, kteří se starají o dodávku energie. Jakmile je přerušena, vše zhasne a růžový obal se začne rozplývat. Lidé se rozhodnou hlavního robota (kouli) ušetřit, ještě jim může posloužit. Když Vladim vyjde s podporou Mag ven, spatří svítit Slunce, které po mnoho let zůstávalo lidským očím zakryté energetickým obalem robotů. Posádka Prométhea přesedá do návratového modulu a letí domů.
| „                              | Mládenci, můžete očekávat létající talíře. Vaším úkolem je ochránit velké hochy. | “ |
| — Václav Šorel – Vzpoura mozků |                                                                                  |   |

## Adaptace
Rozhlasová stanice Český rozhlas Dvojka začala vysílat 28. května 2012 v rámci pořadu Domino pětidílnou rozhlasovou adaptaci komiksu Vzpoura mozků. Rozhlasový scénář připravil autor Václav Šorel, oproti původní verzi je zde navíc palubní počítač hvězdoletu Prométheus jménem Oskar. Na zpracování se podíleli dramaturgyně Milena Lukavská, režisér Vlado Rusko, Tomáš Pergl (efekty), zvukový mistr Milan Křivohlavý a herci Aleš Procházka, Kamil Halbich, Lukáš Hlavica a další.
Komiks se stal rovněž inspirací pro jednu z písní hudební skupiny Aldebaran. Píseň ve čtyřech slokách líčí obtíže kosmonautů při návratu z mise i boj s roboty.